# Bradycellus tahoensis
Bradycellus tahoensis är en skalbaggsart som beskrevs av Thomas Casey. Bradycellus tahoensis ingår i släktet Bradycellus och familjen jordlöpare. Inga underarter finns listade i Catalogue of Life.